# Шумина
Шумина (укр. Шумина) — село в Хыровской городской общине Самборского района Львовской области Украины.
Население по переписи 2001 года составляло 203 человека. Занимает площадь 0,3 км². Почтовый индекс — 82055. Телефонный код — 3238.